# Джокер (фільм, 1991)
«Джокер» — радянська пригодницька кінокомедія 1991 року, знята на Одеській кіностудії кінокомпанією «Флора».

## Сюжет
Дія фільму відбувається в Середній Азії. Тільки що завершилися революція і громадянська війна. Але час ще далеко не спокійний. Повнісінько пройдисвітів і злочинців. Головні герої фільму — друзі Джокер і Хрущ — типові авантюристи, зайняті пошуком скарбів. Хрущ до того ж шахрай, а Джокер видає себе за аристократа. В руки двох авантюристів потрапляє якийсь древній манускрипт. У цьому манускрипті описано місцезнаходження скарбу з коштовностями, і навіть є карта із зазначенням точного його місцезнаходження, і друзі відправляються на пошуки скарбів. Але в силу непередбачених обставин і взаємної недовіри герої розлучаються, не поділивши скарб. І через кілька років знову відправляються на пошуки поодинці. У пошуку скарбів у Джокера і Хруща з'являється конкурент. Це людина на прізвисько Капітан — він підступний, холоднокровний і жорстокий. Щоб протистояти Капітану, колишнім друзям доводиться об'єднатися…

## У ролях
- Валерій Сторожик —  Джокер
- В'ячеслав Молоков —  Хрущ
- Андрій Болтнєв —  Капітан
- Тетяна Агафонова —  автомобілістка-комсомолка
- Лев Лемке —  фотограф
- Віктор Павловський —  тюремник
- Тигран Кеосаян —  Ашир
- Андрій Зай — епізод
- Олександр Бурєєв — епізод
- Юрій Вотяков —  поручик
- Михайло Ігнатов —  майстер Браун
- Анатолій Мамбетов — епізод
- Валерій Матвєєв — епізод
- Сергій Ніколаєв —  білогвардійський полковник

## Знімальна група
- Автори сценарію:  Юрій Кузьменко, Юрій Пустовий
- Режисер-постановник:  Юрій Кузьменко
- Оператор-постановник: Юрій Пустовий
- Композитор:  Анатолій Дергачов
- Художник-постановник:  Василь Звєрєв
- Художник по костюмах: Наталія Пустова
- Монтаж: Людмила Мальцева
- Звукорежисер: Володимир Богдановський